# Puchar Polski w piłce siatkowej mężczyzn (1976/1977)
Puchar Polski w piłce siatkowej mężczyzn 1976/1977 (Puchar Polski o "Puchar Sportowca") – 21. sezon rozgrywek o siatkarski Puchar Polski, rozgrywany od 1932 roku.

## Klasyfikacja końcowa
| Miejsce | Drużyna                    |
| ------- | -------------------------- |
| 1.      | KS Posnania                |
| 2.      | Legia Warszawa             |
| 3.      | Lechia Tomaszów Mazowiecki |
| 4.      | Stal Mielec                |